# William George Lawes
William George Lawes (Aldermaston, 1 de juliol de 1839 – Sydney, 6 d'agost de 1907) va ser un eclesiàstic, missioner i conferenciant congregacionalista anglès que esdevingué un expert sobre Papuàsia.

## Vida
Lawes va néixer a Aldermaston, Berkshire, fill del sastre Richard Lawes, i de la seva esposa Mary, née Pickover, i fou educat a Mortimer West End. Amb 14 anys anà a treballar a Reading, on en 1858 el Rev. William Gill havia portat un nadiu de l'illa de Rarotonga. El mateix any Lawes va ingressar com a voluntari a la Societat Missionera de Londres. El 8 de novembre de 1860 es va casar anb Fanny Wickham 15 dies més tard va salpar cap a l'illa Savage (ara Niue).
En 1868 se li va unir a Niue el seu germà Frank. En 1872 Lawes va començar una gira de conferències sobre les missions per la Gran Bretanya. Dos anys més tard es va traslladar a Nova Guinea i es van establir a Port Moresby; la seva família esdevingueren els primers europeus residents permanents de Papua.
Lawes es va convertir en un expert en la llengua motu i es va fer amic de totes les tribus de la costa sud. En 1884 Lawes va servir com a intèrpret de James Elphinstone Erskine per a la proclamació del Protectorat.
Lawes havia creat onze noves missions a Papua i va produir el primer llibre de papú. També va lluitar contra els abusos en el tràfic d treball del Pacífic. En 1885 fou assessor no oficial de Sir Peter Scratchley en el seu viatge al voltant de la costa de Papya, el mateix any va publicat Grammar and Vocabulary of Language spoken by Motu Tribe, New Guinea. també va ser assessor del governador colonial William MacGregor.
En 1891 va dur a terme una sèrie de conferències a les colònies d'Austràlia i en 1894 va ser guardonat amb un doctorat de divinitat per la Universitat de Glasgow en recomanació de MacGregor. Es va retirar en 1906 i es va traslladar a Sydney on va mori el 6 d'agost de 1907.

## Família
Li van sobreviure la seva esposa i tres dels seus sis fills. El seu fill Frank va treballar com a funcionari del govern colonial en el protectorat de Nova Guinea, i hi va morir en 1894.

## Obres
- Notes on New Guinea and his inhabitants (1880)
- New Guinea and its people (1882)
- Recent explorations in south-eastern New Guinea (1884)
- Grammar and Vocabulary of Language spoken by Motu Tribe (New Guinea) (1896)